# داستان آماتوری
داستان آماتوری (انگلیسی: Amatory fiction) یک ژانر از ادبیات بریتانیا است که در اواخر قرن هفدهم و اوایل قرن هجدهم، تقریباً از سال‌های ۱۶۶۰ تا ۱۷۳۰ رایج شد. داستان‌های آماتور درحالی‌که سعی می‌کرد به دیدگاه نویسنده وفادار بماند، در سراسر آثار مشاهده می‌شد. پیش‌بینی می‌کنند داستان‌های آماتور پیش از شکل‌گیری رمان و شکل اولیه رمان عاشقانه است. در واقع بسیاری از مضامین رمان عاشقانه معاصر برای اولین بار در داستان‌های عاشقانه مورد بررسی قرار گرفت. نگارش آثار داستانی آماتور تحت سلطه زنان بود و خوانندگان آن عمدتاً زن بودند. اما فرض بر این است که مردان نیز این رمان‌ها را می‌خوانند. همان‌طور که از نامش پیداست، داستان‌های عاشقانه به عشق جنسی و عاشقانه می‌پردازد. بیشتر آثار آن داستان کوتاه بود.
سه نویسنده برجسته ژانر داستان‌های آماتور عبارتند از: الیزا هیوود نویسنده فانتامینا و افرا بن. یکی از محبوب‌ترین آثار بن ناامیدی که داستانی در مورد یک رابطه جنسی است که از نقطه‌نظر زنانه نوشته شده است. این نویسندگان با هم به عنوان «سه زیبای بذله‌گو» شناخته می‌شدند، عبارتی که کشیش جیمز استرلینگ برای آن‌ها ابداع کرد. شهرت آن‌ها برای نویسندگی پرجنجالشان باعث شد که برخی آن‌ها را «سه‌گانه شیطان» بخوانند.